# Tetilla koreana
Tetilla koreana är en svampdjursart som beskrevs av Rho och Thomas Robertson Sim 1981. Tetilla koreana ingår i släktet Tetilla och familjen Tetillidae.
Artens utbredningsområde är havet utanför Sydkorea. Inga underarter finns listade i Catalogue of Life.